# مونتونه
مونتونه (به ایتالیایی: Montone) یک کومونه در ایتالیا است که در استان پروجا واقع شده‌است.

## خصوصیات
مونتونه ۵۰٫۸ کیلومترمربع مساحت و ۱٬۶۴۸ نفر جمعیت دارد و ۴۸۲ متر بالاتر از سطح دریا واقع شده‌است.